# Важка атлетика на літніх Олімпійських іграх 1952
Змагання з важкої атлетики на літніх Олімпійських іграх 1952 тривали з 25 до 27 липня в Мессугаллі. Змагалися тільки чоловіки. Розіграно 7 комплектів нагород. Створено середню важку вагову категорію (від 82,5 до 90 кг), а важка вагова категорія змістилася до понад 90 кг.

## Медальний залік
| Дисципліни         | Золото                  | Срібло                   | Бронза                             |
| ------------------ | ----------------------- | ------------------------ | ---------------------------------- |
| Легша вага         | Іван Удодов · СРСР      | Махмуд Намджу · Іран     | Алі Мірзаї · Іран                  |
| Напівлегка вага    | Рафаель Чимишкян · СРСР | Микола Самсонов · СРСР   | Родні Вілкс · Тринідад і Тобаго    |
| Легка вага         | Томмі Коно · США        | Євген Лопатін · СРСР     | Верн Барберіс · Австралія          |
| Середня вага       | Піт Джордж · США        | Джералд Ґраттон · Канада | Кім Сон Джип · Південна Корея      |
| Напівважка вага    | Трохим Ломакін · СРСР   | Стенлі Станчик · США     | Аркадій Воробйов · СРСР            |
| Середня важка вага | Норберт Шеманскі · США  | Григорій Новак · СРСР    | Леннокс Кілґур · Тринідад і Тобаго |
| Важка вага         | Джон Девіс · США        | Джеймс Бредфорд · США    | Умберто Сельветті · Аргентина      |

## Таблиця медалей
| Місце               | Країна                  | Золото | Срібло | Бронза | Загалом |
| ------------------- | ----------------------- | ------ | ------ | ------ | ------- |
| 1                   | США (USA)               | 4      | 2      | 0      | 6       |
| 2                   | СРСР (URS)              | 3      | 3      | 1      | 7       |
| 3                   | Іран (IRI)              | 0      | 1      | 1      | 2       |
| 4                   | Канада (CAN)            | 0      | 1      | 0      | 1       |
| 5                   | Тринідад і Тобаго (TRI) | 0      | 0      | 2      | 2       |
| 6                   | Австралія (AUS)         | 0      | 0      | 1      | 1       |
| 6                   | Аргентина (ARG)         | 0      | 0      | 1      | 1       |
| 6                   | Південна Корея (KOR)    | 0      | 0      | 1      | 1       |
| Загалом (8 збірних) | Загалом (8 збірних)     | 7      | 7      | 7      | 21      |